# Bredsjö
Bredsjö är en ort i Hällefors kommun, som före 2010 klassades som en småort. Bredsjö är en gammal bruksort, järnbruket som anlades på 1670-talet, nedlades 1962.

## Demografi

### Befolkningsutveckling
Bredsjö räknades som tätort fram till 1980. Den västra delen av den förutvarande tätorten är numera som småorten Västra Egnahem, medan den östra delen fram till 2010 var småorten Bredsjö.
| Befolkningsutvecklingen i Bredsjö 1950–2010                             | Befolkningsutvecklingen i Bredsjö 1950–2010 | Befolkningsutvecklingen i Bredsjö 1950–2010 | Befolkningsutvecklingen i Bredsjö 1950–2010 | Befolkningsutvecklingen i Bredsjö 1950–2010 |
| ----------------------------------------------------------------------- | ------------------------------------------- | ------------------------------------------- | ------------------------------------------- | ------------------------------------------- |
|                                                                         |                                             |                                             |                                             |                                             |
| År                                                                      |                                             |                                             | Folkmängd                                   | Areal (ha)                                  |
| 1950                                                                    | 1950                                        |                                             | 376                                         |                                             |
| 1960                                                                    | 1960                                        |                                             | 342                                         |                                             |
| 1965                                                                    | 1965                                        |                                             | 267                                         |                                             |
| 1970                                                                    | 1970                                        |                                             | 263                                         |                                             |
| 1975                                                                    | 1975                                        |                                             | 215                                         |                                             |
| 1995                                                                    | 1995                                        |                                             | 66                                          | 53#                                         |
| 2000                                                                    | 2000                                        |                                             | 62                                          | 51#                                         |
| 2005                                                                    | 2005                                        |                                             | 58                                          | 51#                                         |
| Anm.: Upphörde som tätort 1980. Upphörde som småort 2010. # Som småort. |                                             |                                             |                                             |                                             |

## Kommunikationer

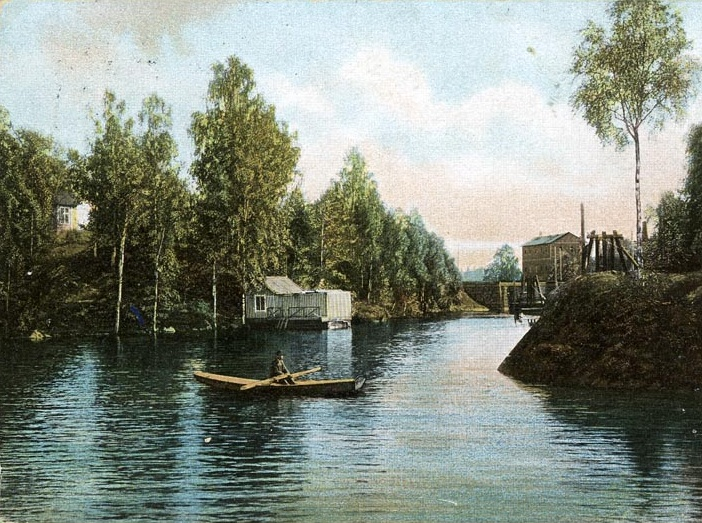
Romantiserad vykortsvy över Bredsjö vid sekelskiftet 1900. I bakgrunden skymtar hyttan.

Sedan 1877 genomkorsas samhället av Bergslagsbanan, ursprungligen Bergslagernas Järnvägars (BJ) huvudlinje från Göteborg till Falun. Fram till 1979 var Bredsjö även slutstation för Nora Bergslags Järnvägs linje mellan Bredsjö och Gyttorp. Banan revs upp under åren 1979-80.

## Näringsliv
I Bredsjö tillverkas Bredsjö Blå, en blåmögelost av fårmjölk.